# Кахалу'у-Кеаухоу
Кахалу'у-Кеаухоу (енгл. Kahaluu-Keauhou) насељено је место без административног статуса у америчкој савезној држави Хаваји. По попису становништва из 2010. у њему је живело 3.549 становника.

## Демографија
Према попису становништва из 2010. у граду је живело 3.549 становника, што је 1.135 (47,0%) становника више него 2000. године.
| Група             | 2000.         | 2010.         |
| Белци             | 1.550 (64,2%) | 2.132 (60,1%) |
| Афроамериканци    | 9 (0,4%)      | 23 (0,6%)     |
| Азијати           | 274 (11,4%)   | 363 (10,2%)   |
| Хиспаноамериканци | 97 (4,0%)     | 321 (9,0%)    |
| Укупно            | 2.414         | 3.549         |